# All Directions
Az 1972-es All Directions a The Temptations nagylemeze. Az albumon szerepel a Papa Was a Rollin' Stone number one sláger. A Papa három Grammy-díjat nyert: Legjobb R&B együttes teljesítményért (The Temptations), Legjobb instrumentális R&B teljesítményért (Paul Riser instrumentális változata a kislemez B-oldaláról), valamint Legjobb R&B dal (Norman Whitfield és Barrett Strong). Ez volt az utolsó The Temptations-album, amelyen Strong szövegíróként közreműködött.

## Az album dalai
| 1. | Funky Music Sho' Nuff Turns Me On | Barrett Strong, Norman Whitfield | Dennis Edwards, Richard Street, Damon Harris, Otis Williams és Melvin Franklin | 3:05  |
| 2. | Run Charlie Run                   | C. Maurice King, J. Foreman      | Edwards, Street, Harris, Franklin                                              | 3:01  |
| 3. | Papa Was a Rollin' Stone          | Strong, Whitfield                | Edwards, Street, Harris, Franklin                                              | 11:45 |

| 4. | Love Woke Me Up This Morning          | Nickolas Ashford & Valerie Simpson | Harris                   | 2:22 |
| 5. | I Ain't Got Nothin'                   | C. Maurice King, Evans King        | Williams, Franklin       | 3:33 |
| 6. | The First Time Ever (I Saw Your Face) | Ewan MacColl                       | Street                   | 4:11 |
| 7. | Mother Nature                         | Nick Zesses, Dino Fekaris          | Edwards                  | 3:08 |
| 8. | Do Your Thing                         | Isaac Hayes                        | Street, Harris, Franklin | 3:30 |

## Közreműködők
- Dennis Edwards – ének
- Damon Harris – ének
- Richard Street – ének
- Melvin Franklin – ének
- Otis Williams – ének
- The Andantes – háttérvokál a Love Woke Me Up This Morning-on
- Norman Whitfield – producer
- The Funk Brothers – hangszerelés

## Fordítás
- Ez a szócikk részben vagy egészben az All Directions című angol Wikipédia-szócikk ezen változatának fordításán alapul.  Az eredeti cikk szerkesztőit annak laptörténete sorolja fel. Ez a jelzés csupán a megfogalmazás eredetét és a szerzői jogokat jelzi, nem szolgál a cikkben szereplő információk forrásmegjelöléseként.